# رند راویچ
رند راویچ (انگلیسی: Rand Ravich؛ زادهٔ ۱ ژانویهٔ ۲۰۰۰) فیلم‌نامه‌نویس اهل ایالات متحده آمریکا است.